# Комос (пьеса)
«Ко́мос», также «Ко́мус» (англ. Comus) — пьеса-маска английского поэта XVII века Джона Мильтона. Произведение представляет собой стихотворное либретто для маскарада, написанное белым стихом. Маска была представлена в 1634 году в замке Ладлоу. Впервые была издана анонимно в 1637 году, а позже переиздавалась в двух прижизненных поэтических сборниках Мильтона.

## Сюжет
У звёздного порога тех чертогов,
Которые воздвиг себе Юпитер,
В эфирных безмятежных сферах я
Витаю с сонмом вечно светлых духов
Над мрачною и суетной планетой,
Зовущейся Землёю у людей,
Где, как в загоне скот, они теснятся,
Тщась жизнь свою никчёмную продлить,
Лишь к выгоде стремясь и забывая,
Что слугам добродетели за гробом
Воссесть меж небожителей дано.
...
Действующие лица
- Дух-хранитель, появляющийся затем в одежде пастуха Тирсиса
- Комос и его свита
- Леди
- Старший брат
- Младший брат
- Вестник
- Сабрина, нимфа

Пьеса повествует о двух братьях и сестре (леди), которые путешествуют по лесу. Леди устаёт, и братья отправляются на поиски пропитания. В это время её встречает Комос — бог пиршеств и веселья и сын бога Диониса в древнегреческой мифологии. Обманным путём он приводит леди в свой замок, намереваясь совершить с помощью неё акт некромантии. Комос уговаривает леди испить из его кубка, но леди отказывается, мотивируя это своей убеждённостью в добродетели, целомудрии и воздержании. Между ними завязывается философский диалог о приоритете души или тела. В это время братья леди, разыскивая её, встречают духа-хранителя. Вместе они спасают леди. В конце пьесы братья и леди воссоединяются со своими родителями.

## Представление и публикация
Пьеса-маска была представлена 29 сентября 1634 года в замке Ладлоу в присутствии Джона Эгертона, 1-го графа Бриджуотера, тогдашнего наместника Уэльса. Главные роли двух братьев и сестры исполняли дети лорда Бриджуотера в возрасте от 9 до 15 лет: лорд Брэкли, Томас Эгертон и Элис Эгертон. Роль Духа исполнял друг Мильтона, композитор Генри Лоуз, который также написал музыкальное сопровождение к пьесе. Существует мнение, что этот маскарад, акцентированный на целомудрии был поставлен специально чтобы очистить репутацию семьи Бриджуотеров, поскольку родной брат Джона Бриджуотера незадолго до этого был осуждён и казнён за содомию и изнасилование.
Маска впервые была опубликована Генри Лоузом в 1637 году без указания полного имени автора либретто (указаны лишь инициалы либреттиста J. M.). В 1645 и 1673 годах пьеса была переиздана с указанием полного имени Мильтона в его поэтических сборниках.
В 1738 году английский композитор Томас Арн поставил маску «Комус». Либретто для неё написал поэт Джон Дальтон, взяв за основу либретто Мильтона.

## Переводы на русский язык
Русский перевод маски был выполнен Юрием Корнеевым и опубликован в 1976 году в томе Мильтона в серии «Библиотека всемирной литературы»:
- Мильтон Дж. Потерянный рай. Стихотворения. Самсон-борец. — М.: Художественная литература, 1976. — 575 с. — (Библиотека всемирной литературы). — 303 000 экз.

### Комментарии
1. ↑  Представлен фрагмент текста перевода с целью ознакомления и для узнаваемости произведения. Текст защищён законами об авторском праве и не может быть опубликован целиком.

### Критические издания текста
- The Complete Poetical Works of John Milton / Ed. Douglas Bush. — Boston: Houghton Mifflin Company, 1965.
- Milton, John. The Complete Poetry and Essential Prose of John Milton / Ed. William Kerrigan, John Rumrich, and Stephen Fallon. — New York: The Modern Library, 2007.

### Статьи и монографии
- Самарин Р. М. Творчество Джона Мильтона. — М.: Изд-во МГУ, 1964. — 485 с.
- Горбунов А. Н. Три великих поэта Англии: Донн, Милтон, Вордсворт. — М.: Изд-во МГУ, 2012. — 320 с. — 500 экз. — ISBN 978-5-211-06168-2.